# Pointe de Pré Fleuri
Pointe de Pré Fleuri är en bergstopp i Schweiz. Den ligger i distriktet Aigle och kantonen Vaud, i den sydvästra delen av landet, 90 km söder om huvudstaden Bern. Toppen på Pointe de Pré Fleuri är 2 481 meter över havet.